# John Pelling
John Albert Pelling (London, 1936. május 27. – ?, 2023. június 14.) olimpiai és világbajnoki ezüstérmes angol párbajtőrvívó.